# Fontaines Wallace de la place Louis-Lépine
Les fontaines Wallaces de la place Louis-Lépine sont deux fontaines d'eau potable situées à Paris, en France.

## Localisation
Les fontaines sont situées sur la place Louis-Lépine, sur l'île de la Cité dans le 4e arrondissement de Paris. Elles occupent deux emplacements au centre de la place, en bordure de l'allée Célestin-Hennion, entre deux pavillons du marché aux fleurs. L'une des deux est placée sur le côté ouest du terre-plein central de la place, du côté le plus proche du tribunal de commerce ; l'autre est placée sur le côté est, dans la direction de l'Hôtel-Dieu. Les deux fontaines ne sont distantes que de quelques mètres.

## Description
Les deux fontaines correspondent au modèle standard des fontaines Wallace. Il s'agit d'édicules d'eau potable en fonte de 2,71 m de haut.
Bien qu'il existe de nombreuses fontaines Wallace installées en France, dont plus d'une centaine à Paris, les exemplaires de la place Louis-Lépine sont les seuls protégés au titre des monuments historiques. La place comporte également deux bornes-fontaines de type Wallace, plus petites, en bordure du quai de la Corse, qui ne sont pas concernées par cette protection.

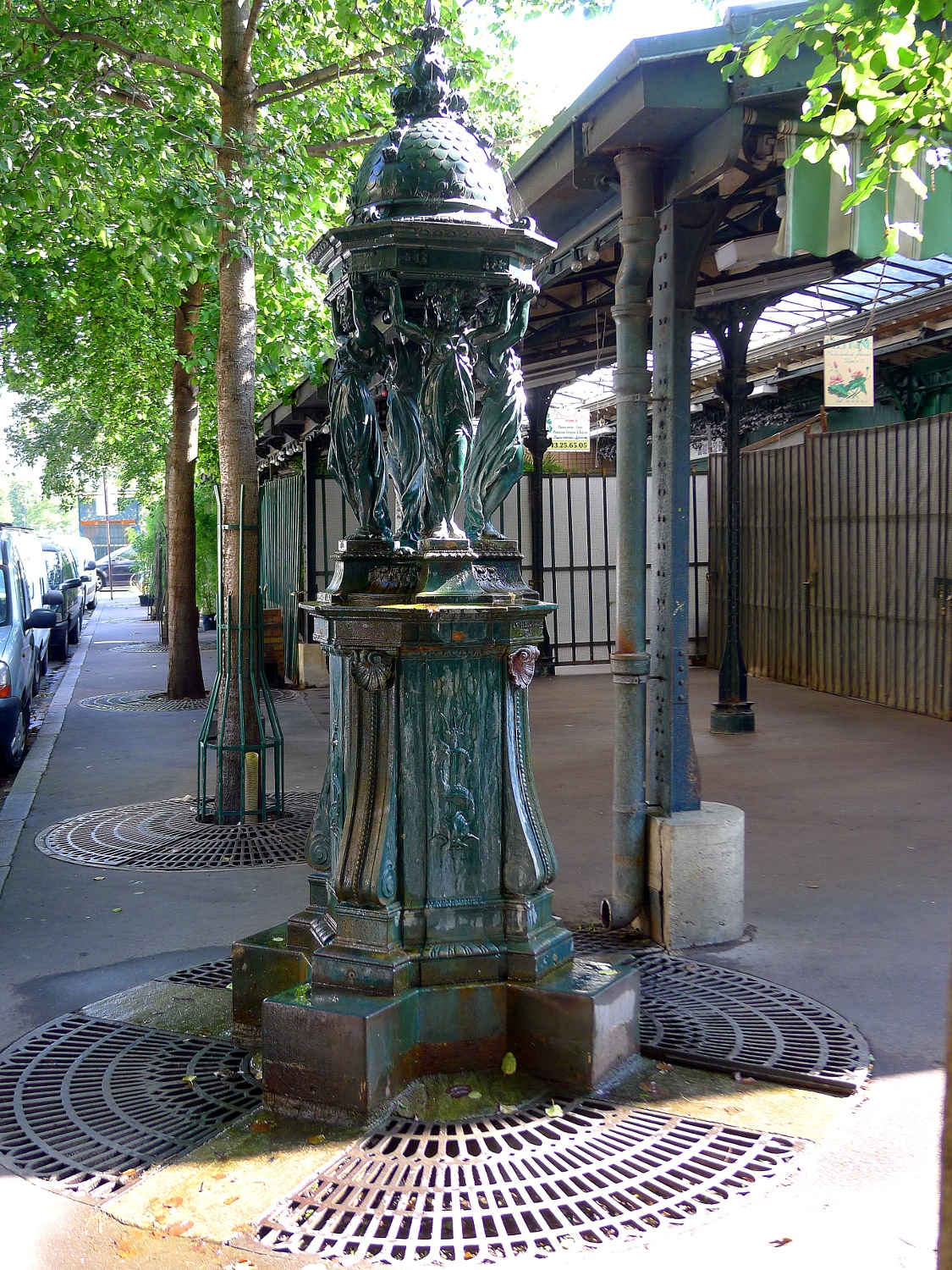
Fontaine occidentale.
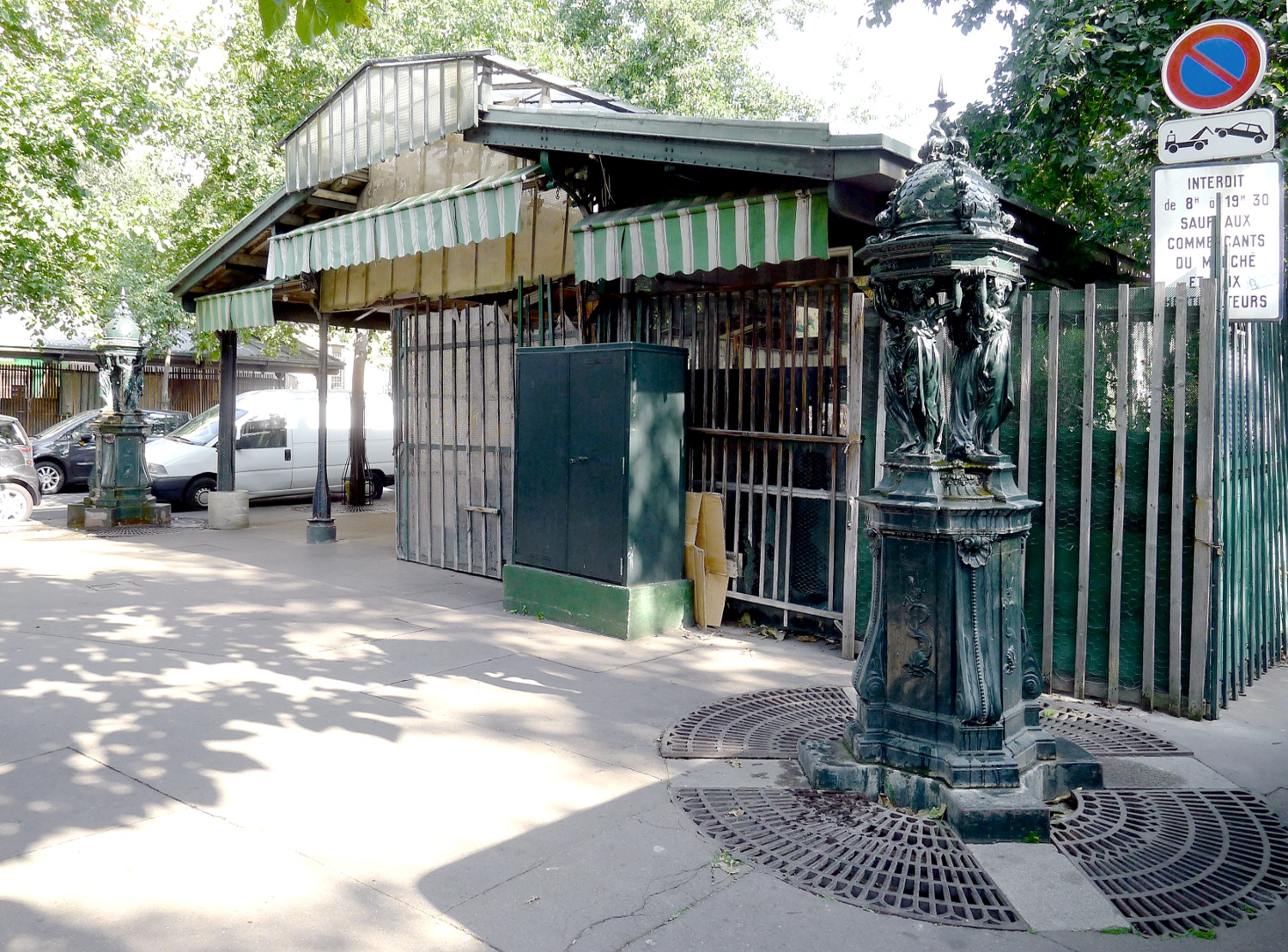
Les deux fontaines.
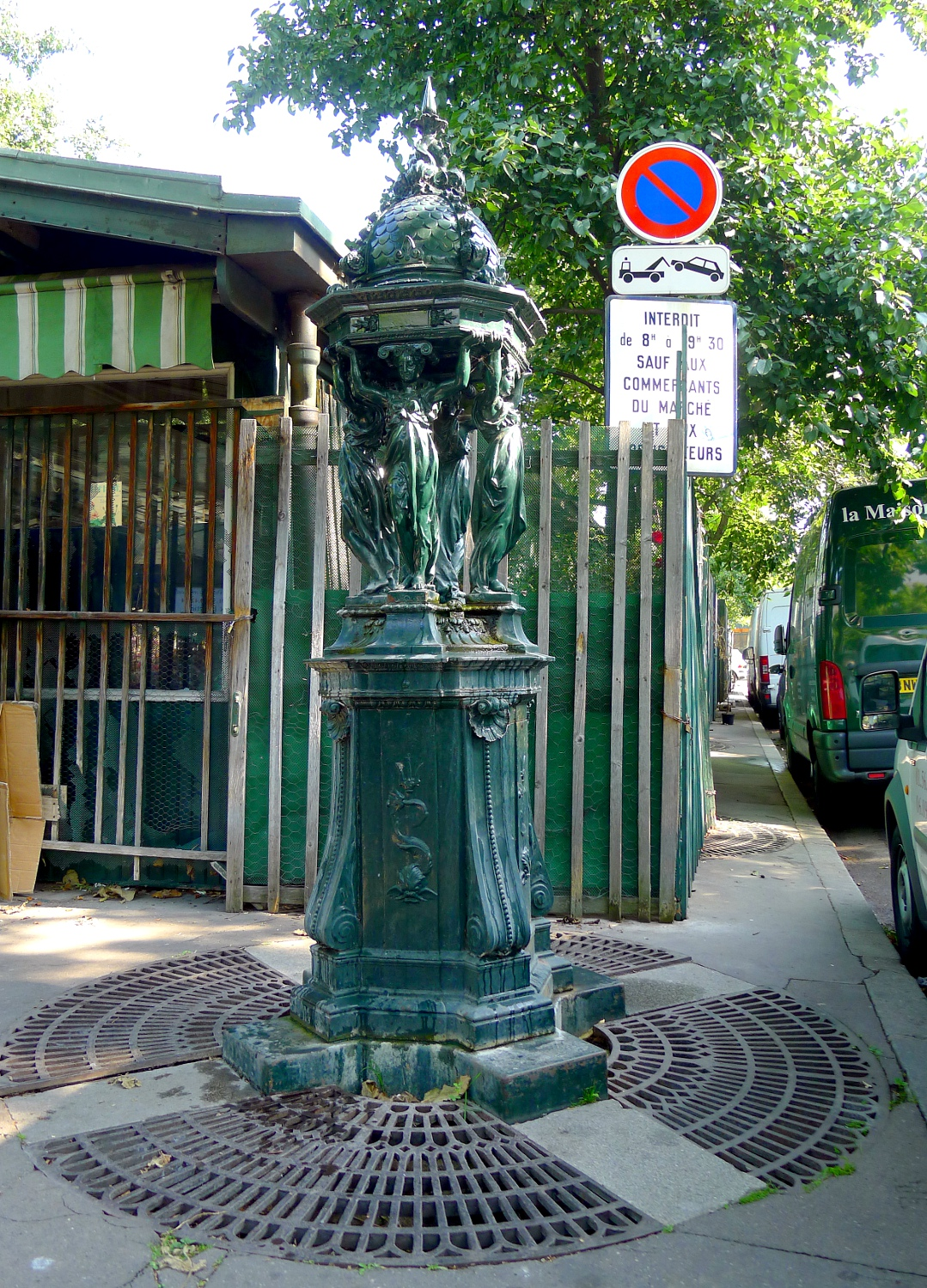
Fontaine orientale.
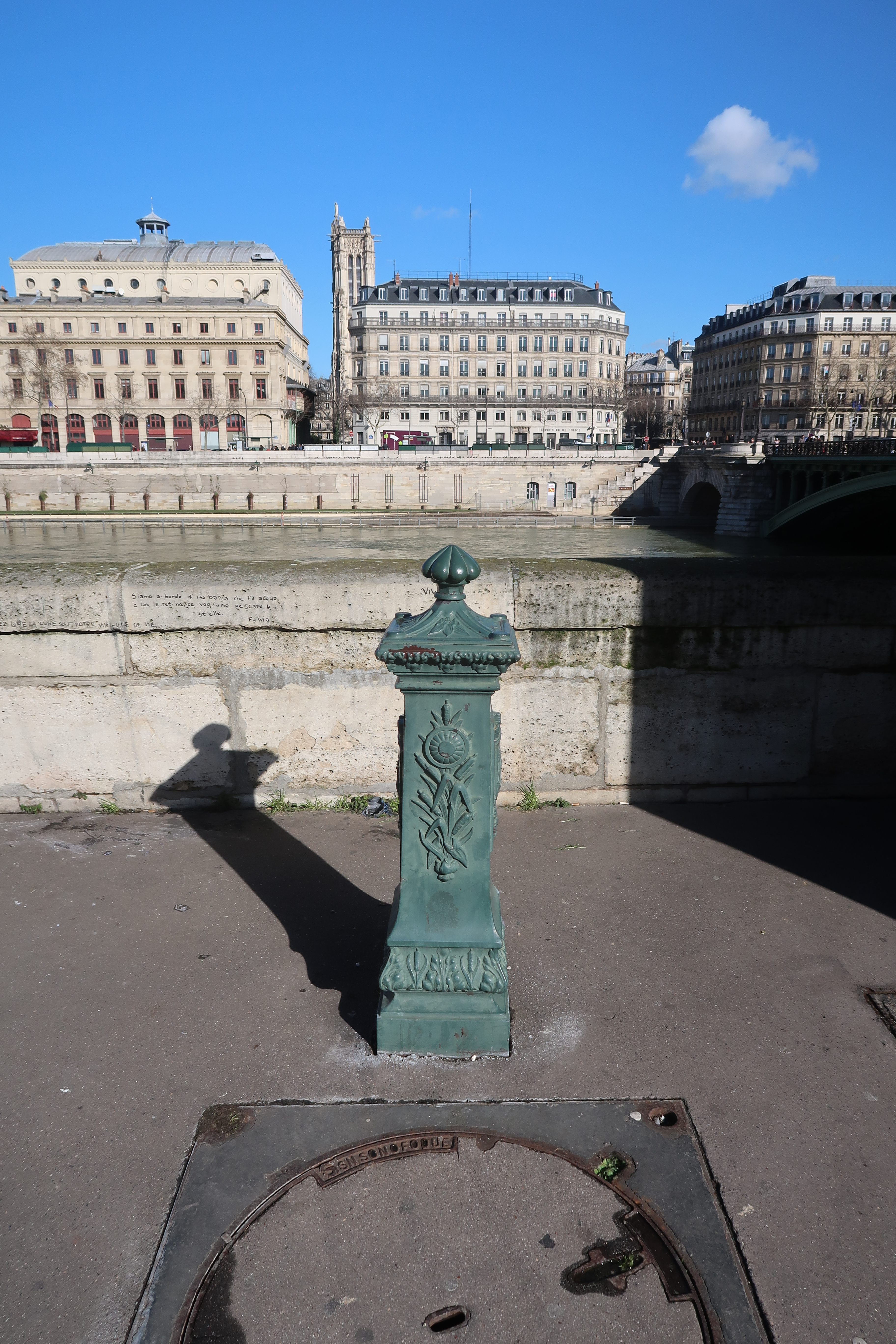
Fontaine quai de la Corse.

## Historique
Les deux fontaines auraient été installées dans les années 1870, comme la plupart des autres fontaines Wallace de Paris. Elles sont signées « CH. LEBOURG SC » et la date 1872 figure. Cependant, les photos et les dessins de cette période montrent des fontaines circulaires et aucune fontaine Wallace ; par ailleurs, l’Atlas municipal des eaux de la ville de Paris de 1893 ne les mentionne pas. Dans un article publié en 1912, Le Gaulois indique que deux fontaines Wallace vont être installées.
Les édicules sont inscrits au titre des monuments historiques en 1970,.